# فلم تقطيع
فيلم تقطيع (بالإنجليزية: Slasher film) هو نوع يتفرع من أفلام الرعب يتضمن مطاردة قاتل مضطرب عقلياً لسلسلة من الضحايا وقتلهم بطريقة عنيفة غالباً بأداة حادة مثل السكين والفأس وتقطيعهم وتشويه جثثهم. على الرغم من أن المصطلح «سلاشر» قد يطلق عامة على أي فيلم رعب يحتوي على قتل، إلا أن محللو هذا النوع من الأفلام وضعوا خصائص تميز أفلام التقطيع عن غيرها من أنوع الرعب الفرعية مثل الإثارة النفسية.
يعتبر النقاد أن بعض الأفلام الإيطالية التي ظهرت في الستينات من القرن العشرين كانت أولى الأفلام من هذا النوع مثل: فيلم توم مختلس النظر (1960) وفيلم سايكو (1960)، بلغ إنتاج هذا النوع من الأفلام ذروته بين عامي 1978 و 1984 وهي الحقبة الزمنية التي يشار إليها باسم «العصر الذهبي» لأفلام التقطيع. أبرز أفلام التقطيع التي أُنتجت هي: مجزرة منشار تكساس (1974)، عيد الميلاد الأسود (1974)، هالوين (1978)، يوم الجمعة الثالث عشر (1980) كابوس شارع إيلم (1984) لعبة طفل (1988) رجل الحلوى (1992) صرخة (1996) وهناك العديد من أفلام التقطيع التي لا زالت تجذب المشاهدين.
يمكن تقسيم الفترات التي ظهرت فيها أفلام التقطيع إلى ثلاث مراحل زمنية: مرحلة الأفلام الكلاسيكية (1974-1993)، مرحلة الأفلام المستعارة (1994-2000) ومرحلة أفلام التقطيع الحديثة (2000-2013).